# Никольский (Касторенский район)
Никольский — хутор в Касторенском районе Курской области России. Входит в состав Алексеевского сельсовета.

## География
Хутор находится в восточной части Курской области, в лесостепной зоне, в пределах юго-западной части Среднерусской возвышенности, к югу от автодороги 38К-016, на расстоянии примерно 11 километров (по прямой) к юго-западу от посёлка городского типа Касторное, административного центра района. Абсолютная высота — 227 метров над уровнем моря.
Климат
Климат характеризуется как умеренный, со среднегодовой температурой воздуха +5,1 °C и среднегодовым количеством осадков 547 мм.
Часовой пояс
Хутор Никольский, как и вся Курская область, находится в часовой зоне МСК (московское время). Смещение применяемого времени относительно UTC составляет +3:00.

## Население
| 2002 | 2010 |
| ---- | ---- |
| 196  | ↘154 |

Гендерный состав
По данным Всероссийской переписи населения 2010 года в гендерной структуре населения мужчины составляли 49,4 %, женщины — соответственно 50,6 %.
Национальный состав
Согласно результатам переписи 2002 года, в национальной структуре населения русские составляли 97 % из 196 чел.

## Улицы
Уличная сеть хутора состоит из трёх улиц.